# Espite
Espite è una freguesia del Portogallo nel comune di Ourém. Ha un'area di 18,96 km² e una popolazione di 1.104 abitanti. La vegetazione è piuttosto densa e le abitazioni si concentrano nelle aree pianeggianti.

## Toponimo
Il nome della freguesia deriva da hospite, parola latina medievale che significa locanda ed è legata agli ordini militari.